# 党城乡
党城乡，是中华人民共和国河北省保定市曲阳县下辖的一个乡镇级行政单位。

## 行政区划
党城乡下辖以下地区：
郑家庄村、贾家口村、喜峪村、湾子村、寨里村、党城村、城南村、峪里村、河东村、槐树埝村、齐古庄村、下店村、北辛庄村和寨地村。